# Eocrinoidea
Eocrinoidea é uma classe extinta de equinodermos que existiram nos períodos Cambriano ao Siluriano. Os primeiros eocrinóides, como Gogia, eram presos à parte inferior por uma haste espessa. Mais tarde, os eocrinóides desenvolveram uma haste longa com colunas, como crinóides e blastóides.